# Comuna Ruginoasa, Iași
Ruginoasa este o comună în județul Iași, Moldova, România, formată din satele Dumbrăvița, Rediu, Ruginoasa (reședința) și Vascani.

## Etimologie
După tradiție, numele localității de reședință ar avea cel puțin două surse posibile. Una ar fi că provine de la un păstor pe nume Rugină care s-ar fi stabilit prin aceste părți cu oile, dar în lucrarea „Ruginoasa”, Boris Crăciun menționează că „ și astăzi în diferite locuri ale comunei se poate vedea, în special dupa ploaie, un strat subțire brun – roșcat care acoperă pamântul, mai ales în locurile pietroase”, numele provenind de la acest fenomen. Numele unui iaz existent în localitate – „Rugină” apare și în documentele moldovenești din timpul domniei lui Stefan cel Mare, amintind și de o familie de mari boieri.
Primele așezări s-au construit în partea de vest a satului, la locul denumit "Osoi", de unde locuitorii s-au retras, întrucât locul era arid și lipsit de apă, pe locurile unde este astăzi satul Ruginoasa. În jurul anului 1800 aici existau curțile moșiilor familiei Sturza.

## Așezare
Comuna se află în zona de nord-vest a județului. Este străbătută de șoseaua națională DN28A, care leagă Târgu Frumos de Pașcani și DN2. Prin comună trece calea ferată Pașcani-Iași, pe care este deservită de stația Ruginoasa.

## Demografie
Componența etnică a comunei Ruginoasa
     Români (86,48%)
     Alte etnii (0%)
     Necunoscută (13,52%)
Componența confesională a comunei Ruginoasa
     Ortodocși (85,96%)
     Alte religii (0,35%)
     Necunoscută (13,7%)
Conform recensământului efectuat în 2021, populația comunei Ruginoasa se ridică la 5.775 de locuitori, în scădere față de recensământul anterior din 2011, când fuseseră înregistrați 5.981 de locuitori. Majoritatea locuitorilor sunt români (86,48%), iar pentru 13,52% nu se cunoaște apartenența etnică. Din punct de vedere confesional, majoritatea locuitorilor sunt ortodocși (85,96%), iar pentru 13,7% nu se cunoaște apartenența confesională.

## Politică și administrație
Comuna Ruginoasa este administrată de un primar și un consiliu local compus din 15 consilieri. Primarul, Ionuț-Constantin Pristăvița[*], de la Partidul Social Democrat, este în funcție din 1 noiembrie 2024. Începând cu alegerile locale din 2024, consiliul local are următoarea componență pe partide politice:
|  | Partid                          | Consilieri | Componența Consiliului | Componența Consiliului | Componența Consiliului | Componența Consiliului | Componența Consiliului | Componența Consiliului | Componența Consiliului | Componența Consiliului |
|  | ------------------------------- | ---------- | ---------------------- | ---------------------- | ---------------------- | ---------------------- | ---------------------- | ---------------------- | ---------------------- | ---------------------- |
|  | Partidul Social Democrat        | 8          |                        |                        |                        |                        |                        |                        |                        |                        |
|  | Partidul Național Liberal       | 4          |                        |                        |                        |                        |                        |                        |                        |                        |
|  | Alianța pentru Unirea Românilor | 1          |                        |                        |                        |                        |                        |                        |                        |                        |
|  | Uniunea Salvați România         | 1          |                        |                        |                        |                        |                        |                        |                        |                        |
|  | Partidul Mișcarea Populară      | 1          |                        |                        |                        |                        |                        |                        |                        |                        |

## Istorie
La sfârșitul secolului al XIX-lea, comuna făcea parte din plasa Siretul de Sus a județului Suceava și era formată din satele Bugioaia, Rădiu, Dumbrăvița, Giurgești, Costești și Cornești, având în total 3925 de locuitori. Existau în comună două școli mixte și patru biserici. La acea vreme, pe teritoriul actual al comunei, mai funcționa în aceeași plasă și comuna Văscani, formată din satele Văscani, Hărmănești, Todirești-Bălușești, Stroești și Laiu, comuna fiind desprinsă din comuna Ruginoasa în 1876 și având 2720 de locuitori. Existau și aici trei școli rurale mixte, cinci biserici ortodoxe și una lipovenească. Anuarul Socec din 1925 consemnează comunele în plasa Lespezi a aceluiași județ, comuna Ruginoasa având 2510 locuitori în satele Dumbrăvița, Rădiu și Ruginoasa; iar comuna Vascani având 3258 de locuitori în satele Boldești, Hărmăneștii Noi, Hărmăneștii Vechi și Vascani. În 1931, zona a fost reorganizată în cadrul județului Baia, comuna Ruginoasa cuprinzând cu satele Costești, Dumbrăvița, Gringești, Petrișu de Jos, Petrișu de Sus, Rădiu și Ruginoasa; iar comuna Vascani a fost desființată, satul Vascani trecând la comuna Hărmănești.
În 1950, comuna Ruginoasa a fost arondată raionului Pașcani din regiunea Iași. În 1968, ea a trecut la județul Iași, preluând și satul Vascani de la comuna Hărmănești.

## Monumente istorice

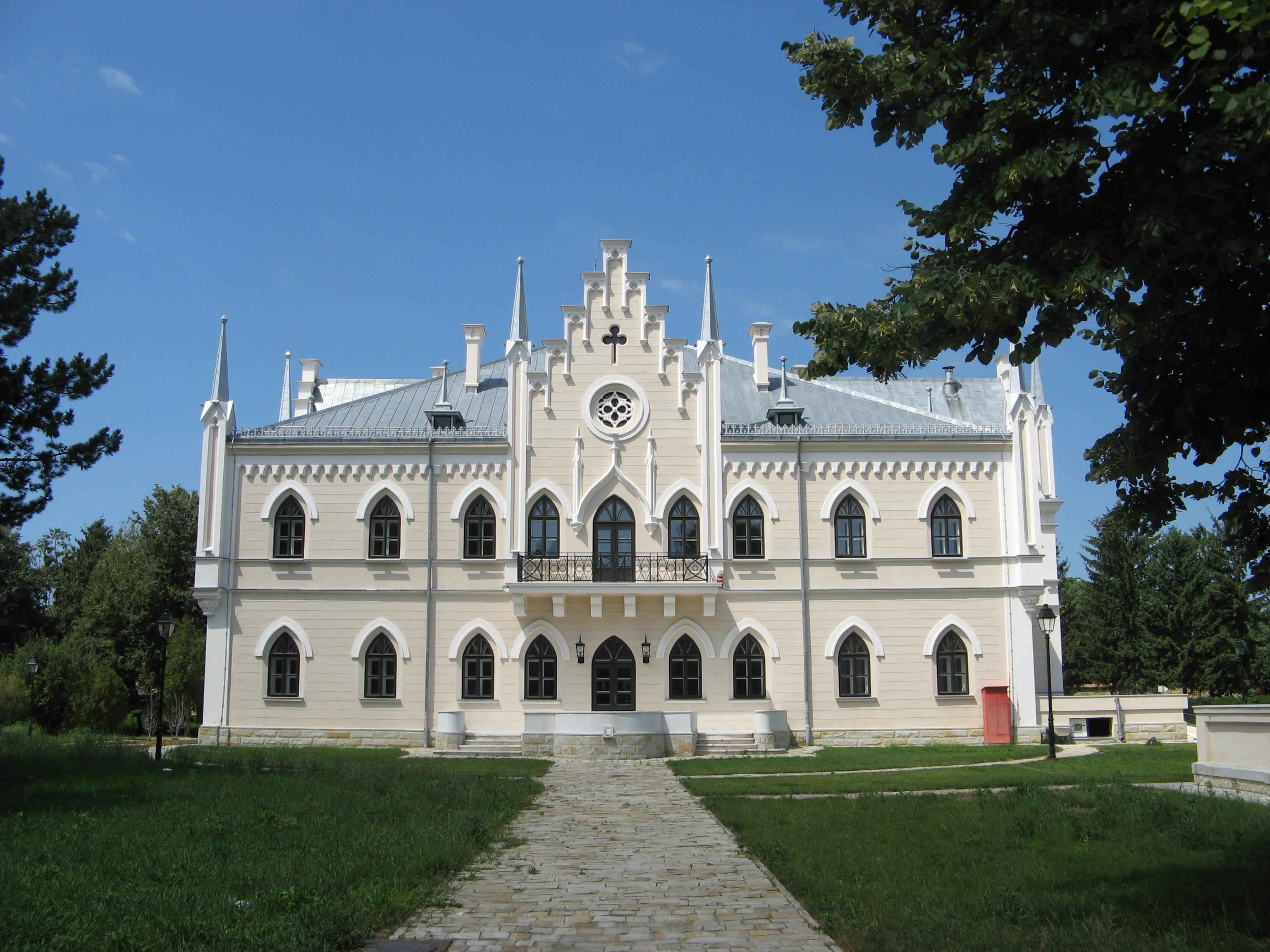
Palatul lui Alexandru Ioan Cuza din Ruginoasa

Patru obiective din comuna Ruginoasa sunt incluse în lista monumentelor istorice din județul Iași ca monumente de interes local. Două dintre ele sunt situri arheologice — ruinele hanului de la Ruginoasa din secolul al XVIII-lea; și situl de „pe Platou” aflat în marginea de sud-vest a satului Vascani, sit ce cuprinde urme de așezări din perioada Latène (cultura geto-dacică), secolele al II-lea–al III-lea e.n., secolul al IV-lea e.n. (ultimele două corespunzând epocii daco-romane), și câteva medievale — secolele al XIV-lea&ndas;al XV-lea, secolele al XVI-lea–al XVII-lea și secolul al XVIII-lea.
Clasificat ca monument de arhitectură, ansamblul Palatului lui Alexandru Ioan Cuza din satul Ruginoasa cuprinde palatul propriu-zis (1862), biserica „Adormirea Maicii Domnului” cu parcul, zidul de incintă și turnurile (1813), și mormântul pregătit pentru domnitor (sfârșitul secolului al XIX-lea).
Al patrulea obiectiv, clasificat ca monument memorial sau funerar, este monumentul eroilor din Primul Război Mondial ridicat la începutul secolului al XX-lea în cimitirul din Ruginoasa.

## Tradiții și Obiceiuri

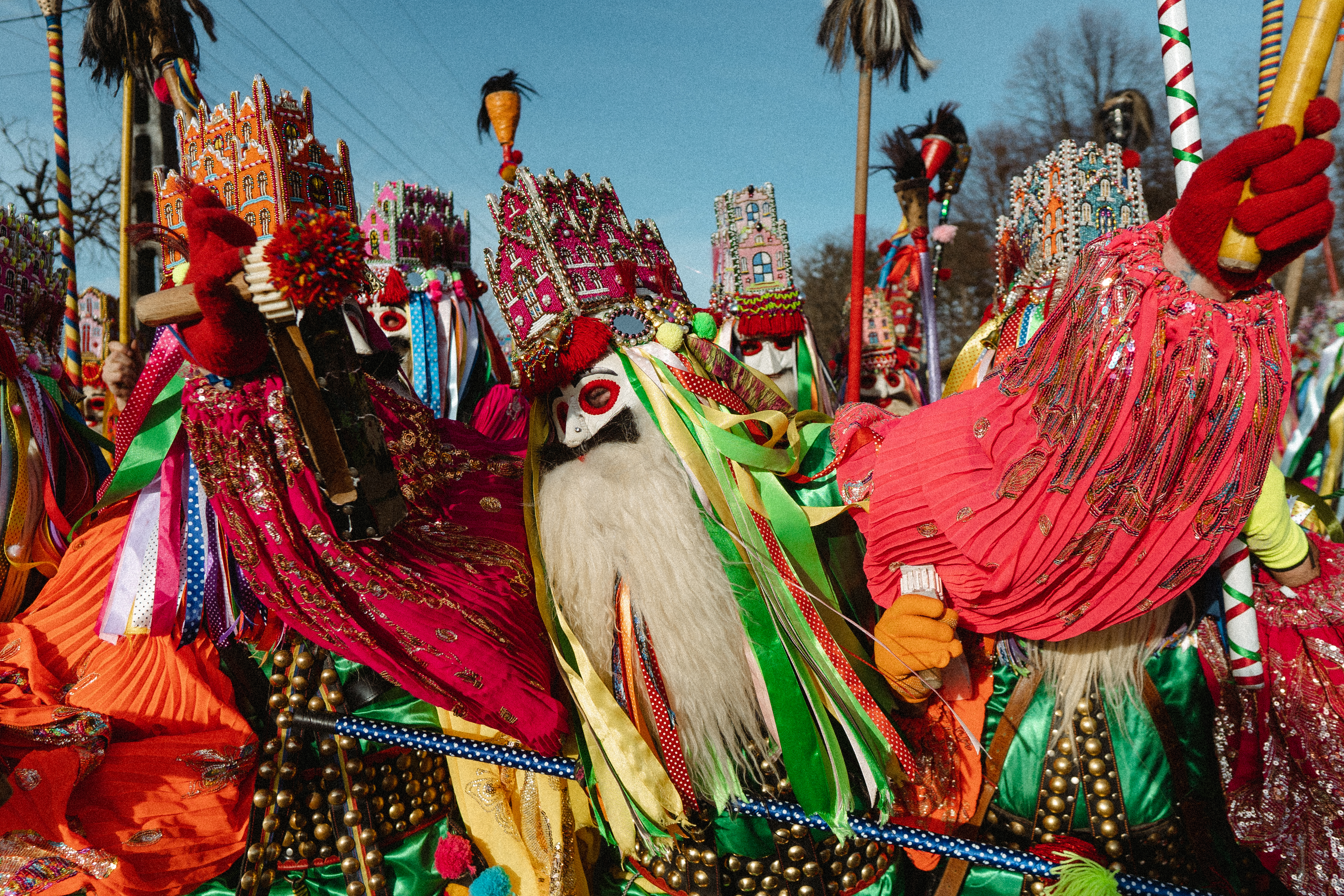
Malanca de la Dumbrăvița (Anul 2022)

Satele Rediu, Ruginoasa și Dumbrăvița sunt cunoscute pentru tradiția luptei dintre tinerii din dealul satului și cei din vale. Obiceiul are loc în fiecare an pe 31 decembrie, de cel puțin 80 de ani, cu menirea de a alunga relele. După încăierarea de dimineață, tinerii care s-au confruntat pleacă acasă, după amiază la ora 14:00 își fac apariția în centru comunei Mălăncile din satele Rediu, Ruginoasa și Dumbrăvița, Nunțile Căldărărești și Cerbul de la Vascani. Toate formațiile se adună pe centru comunei, unde se rostea și o urătură în care era satirizat primarul. Dar acum, primăria organizează din 2016 Festivalul "Datini Din Străbuni" Care a ajuns la a IX-a ediție.

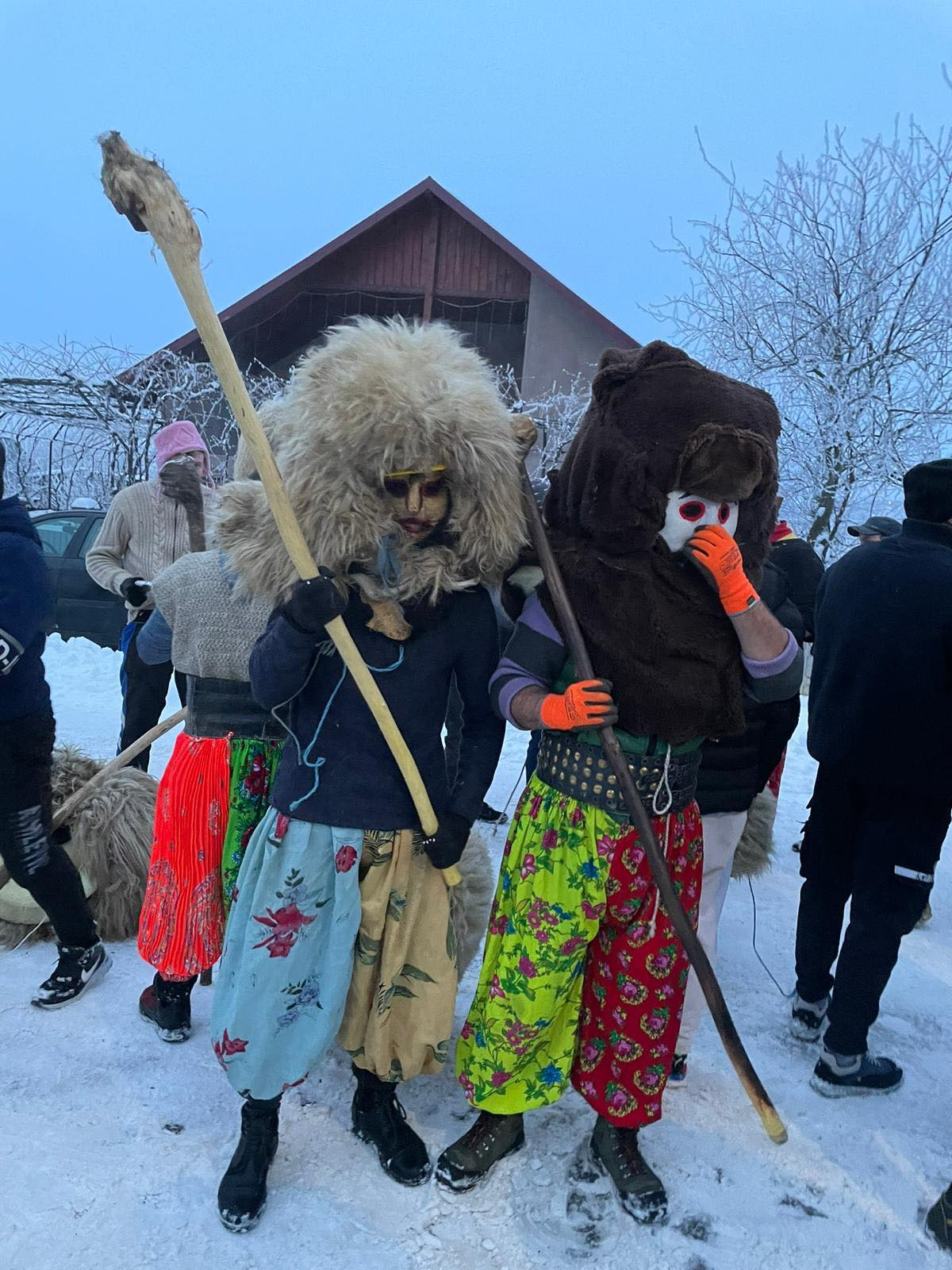
Bătaia tradițională din Ruginoasa

Bătaia dintre „delenii” și „vălenii” din localitatea ieșeană Ruginoasa reprezintă un ritual specific ultimei zile din an.

## Personalități
- Gheorghe I. Brătianu (1898 – 1953) - istoric, om politic, profesor universitar, fiul lui Ion I.C. Brătianu.